# Chiesa di Sant'Antonio Abate (Gambarogno)
La chiesa di Sant'Antonio Abate è un edificio religioso tardobarocco che si trova a Piazzogna, frazione di Gambarogno in Canton Ticino.

## Storia
La chiesa sorse nel Medioevo, ma il suo aspetto attuale si deve alle modifiche operate nel 1752, forse su progetto di Giulio Pellone. 
Nel 1837, con la separazione da Vira, la chiesa diventò sede di una parrocchia autonoma. Nel 1842 fu realizzato il campanile. Nel 1848 fu invece costruita la cappella laterale.